# Universiteitsbuurt
De Universiteitsbuurt is een wijk in het centrum van Antwerpen, in het stadsdeel tussen Scheldekaaien en de Leien, administratief onderdeel van het district Antwerpen.
Naamgevend voor de wijk, en een belangrijke pool in de wijk is de Stadscampus van de huidige Universiteit Antwerpen, historisch was het de campus van de Universitaire Faculteiten Sint-Ignatius Antwerpen (UFSIA) deels gevestigd in een 16e-eeuws historisch stadspaleis, het Hof van Liere. Maar ook meerdere campussen van de huidige AP Hogeschool Antwerpen (waaronder de campus van de Koninklijke Academie voor Schone Kunsten van Antwerpen) en de campus Sint-Jacob van de KU Leuven liggen in deze Universiteitsbuurt. Andere aantrekkingspunten van de wijk zijn de Sint-Jacobskerk met de grafkapel van Pieter Paul Rubens, het Snijders&Rockoxhuis, het Begijnhof, het Letterenhuis en de protestants evangelische kerk van de Brabantsche Olijfberg.
De wijk wordt omgrensd door het Historisch Centrum in het zuidwesten, het Schipperskwartier in het noorden, de wijk Amandus-Atheneum in het oosten en de Theaterbuurt in het zuiden. De grenzen zijn Sint-Katelijnevest, en Minderbroedersrui in het westen, Klapdorp en Paardenmarkt in het noorden, Italiëlei in het oosten en Kipdorpbrug en Lange Nieuwstraat in het zuiden.
In de wijk is er nauwelijks bediening door het tramnetwerk. Lijn 11 maakt een lus in het zuiden van de wijk, een rijrichting volgt de zuidelijke grens, de andere doorkruist Kipdorp en Sint-Jacobsmarkt, een deel van het traject van lijn 7 volgt de westelijke grens en lijn 1 volgt de oostelijke grens. Lijn 17 van de Antwerpse stadsbus passeert door de Paardenmarkt op de noordoostelijke grens van de wijk.
In de Universiteitsbuurt wonen begin 2022 5.890 personen, wat leidt tot een bevolkingsdichtheid van 9.965 inwoners per vierkante kilometer. 55,4% van de inwoners zijn mannen. 64,3% van de huishoudens betreft alleenstaanden, 14,6% zijn koppels zonder kinderen, 7,3% koppels met kinderen, 9,7% collectieve en andere huishoudens en 4,1% eenoudergezinnen. 49,2% van de inwoners hebben een vreemde herkomst. 9% van de bevolking is jonger dan 18, 14% is ouder dan 65 jaar.

## Galerij

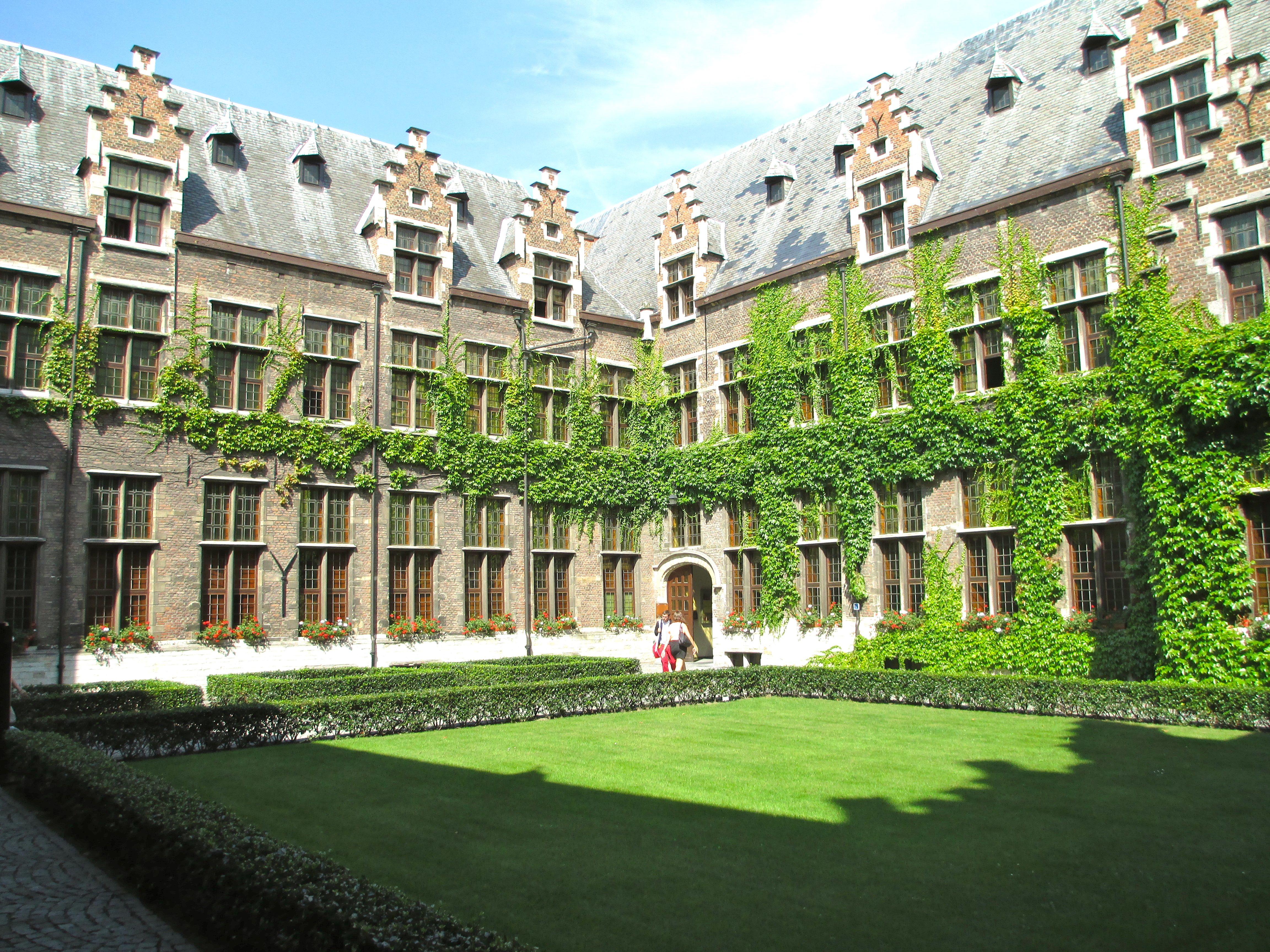
Hof van Liere, deel van de Stadscampus van de Universiteit Antwerpen
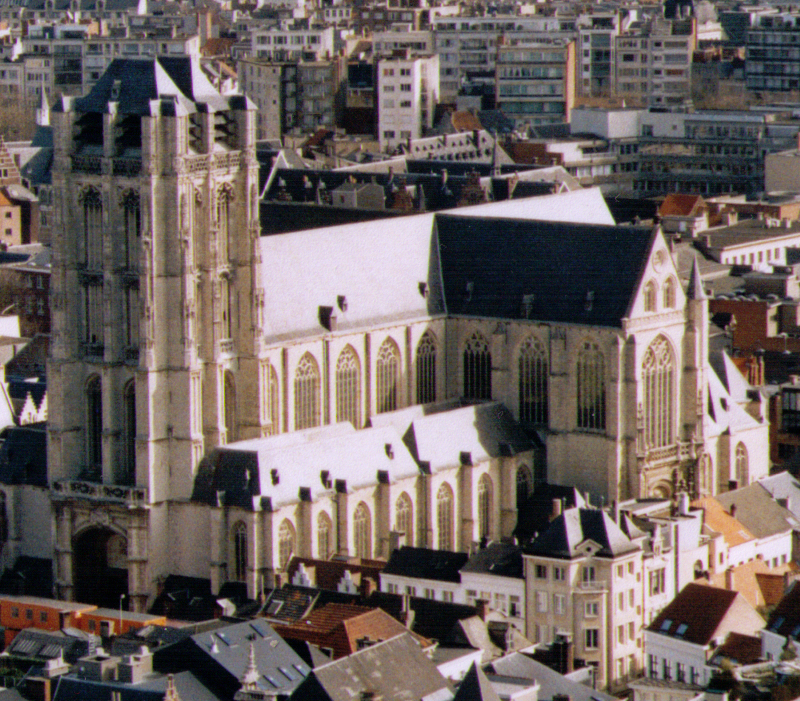
Sint-Jacobskerk
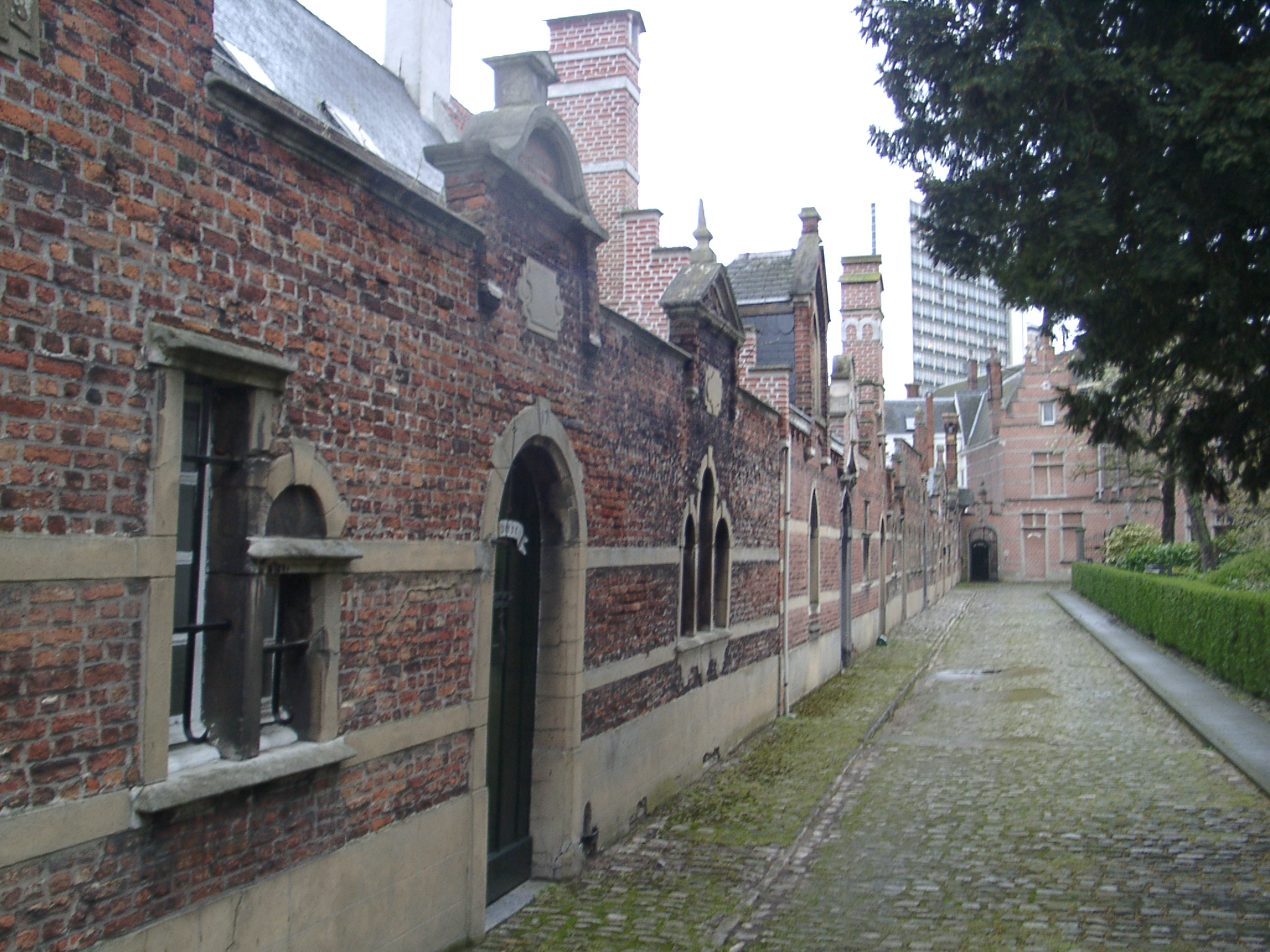
Begijnhof